# Casa a l'avinguda Blondel, 26 (Lleida)
La Casa a l'avinguda Blondel, 26 és una obra historicista de Lleida inclosa a l'Inventari del Patrimoni Arquitectònic de Catalunya.

## Descripció
Edifici comercial entre mitgeres de planta baixa, entresòl i quatre plantes. Façana de repertori clàssic al Carrer Major i medievalista a l'Avinguda Blondel. Balcons de forja al Carrer Major i arcs d'estil àrab i neogòtics a Blondel. Sobrietat al Carrer Major i eclecticisme a Blondel. Parets càrrega i pedra tallada.

## Història
Edifici reformat a l'interior i restaurat a l'exterior, amb adició d'un cos o àtic en la part de l'Avinguda Blondel.